# Nikolaus Hermann von Ketteler
Nikolaus Hermann von Ketteler (* 12. Mai 1676 im Bistum Osnabrück; † 23. Mai 1737) war Domherr und Generalvikar in Münster.

## Leben
Nikolaus Hermann, Reichsfreiherr von Ketteler zu Harkotten aus Bollen, war ein Sohn des Johann von Ketteler zu Harkotten ex Bollen und der Theodora Catharina von Schade zu Salvey. Er besuchte das Jesuitengymnasium in Münster und studierte, wie auch sein Bruder Goswin Conrad, von 1694 bis 1701 als Alumne des Collegium Germanicum Theologie in Rom. Dort wurde er auch zum Diakon geweiht. 1699 erlangte er durch päpstliche Provision eine durch den Tod Wilhelms von Fürstenberg erledigte Präbende als Domkapitular in Münster (1699 Aufschwörung, 1707 Emanzipation).
1710 wurde er nach dem Tod des Weihbischofs und Generalvikars Johann Peter von Quentell auf Ansuchen des Domkapitels von Fürstbischof Franz Arnold von Wolff-Metternich zum Generalvikar in Münster ernannt. Am 24. März 1711 empfing er in Neuhaus die Priesterweihe. 1716 wurde er Inhaber des Oblegiums Gronover und 1722 der Obödienz Ostenfelde. Nach dem Tod Johann Karls von Droste-Senden erhielt er 1723 das vakante Assessorat bei der Landespfennigkammer, 1724 das Archidiakonat in Warendorf (bischöfliche Bestätigung 1729). Bei der Fürstbischofswahl von 1718/19 wurde er als Kandidat genannt. 1719 wurde er nach dem Tod Fürstbischof Franz Arnolds Kapitularvikar und war von 1719 bis 1737 wieder Generalvikar des Fürstbischofs Clemens August von Bayern. Er war Kurfürstlicher Geheimer Land- und Kriegsrat sowie Propst von Wildeshausen.
Nikolaus Hermann von Ketteler ist der Bauherr der sogenannten Kettelerschen Doppelkurie am Domplatz in Münster.